# Instituto Nacional de Estadística de Bolivia
El Instituto Nacional de Estadística (INE) es un organismo técnico estatal boliviano cuyo origen se remonta al año 1863, bajo el nombre de Mesa Estadística. Tiene como función principal realizar los censos nacionales de Bolivia así como relevar, clasificar y distribuir la información estadística del país con carácter oficial. El Instituto Nacional de Estadística se encuentra adscrito al Ministerio de Planificación del Desarrollo con sede central en La Paz y oficinas en los nueve departamentos de Bolivia. Al año 2023, el INE contó con 1 649 funcionarios.

## Historia
El origen del Instituto Nacional de Estadística de Bolivia se remonta al año 1863, cuando durante el gobierno del presidente José María Achá se creó una sección en el Ministerio de Hacienda llamada Mesa Estadística. El año 1896, durante el gobierno de Severo Fernández Alonso, pasó a denominarse Oficina Nacional de Inmigración, Estadística y Propaganda Geográfica. 
Posteriormente, esa dependencia pasó a ser la Oficina de Estadística y Presupuestos dependiente del mismo ministerio.
El 14 de enero de 1936, durante la presidencia de José Luis Tejada Sorzano, se fundó la Dirección General de Estadísticas y Censos, que se convirtió el 30 de abril de 1970 en el actual Instituto Nacional de Estadística (INE) y que tiene como una de sus tareas fundamentales producir y procesar la información estadística económica, social, demográfica y cartográfica estadística de Bolivia. 
La Ley del Sistema Nacional de Información Estadística (SNIE) - DL 14100 de 5 de noviembre de 1976 - confiere al INE la responsabilidad de dirigir, planificar, ejecutar, controlar y coordinar las actividades estadísticas del Sistema; promover el uso de registros administrativos, tanto en oficinas públicas como privadas, para obtener datos estadísticos; además de capacitar recursos humanos y crear la conciencia estadística nacional. En este contexto, el INE se ha estructurado orgánicamente para realizar su trabajo y cumplir con sus objetivos institucionales.

## Directores ejecutivos
A continuación se muestra los nombres de los directores ejecutivos del INE desde 1936.
| Profesión  | Director/a General Ejecutivo del Instituto Nacional de Estadística (INE) | Inicio del Periodo como Director/a Técnico | Fin del Periodo como Director/a Técnico | Tiempo de Duración en el Cargo | Referencias                        |
| ---------- | ------------------------------------------------------------------------ | ------------------------------------------ | --------------------------------------- | ------------------------------ | ---------------------------------- |
| Licenciado | Enrique Ruíz Barragán                                                    | 1936                                       | 1937                                    |                                |                                    |
| Licenciado | Ernesto Torrez S.                                                        | 1937                                       | 1937                                    |                                |                                    |
| Señor      | Luis Espinoza S.                                                         | 1937                                       | 1937                                    |                                |                                    |
| Licenciado | René Ballivián Calderón                                                  | 1937                                       | 1937                                    |                                |                                    |
| Abogado    | Jorge Pando Gutiérrez                                                    | 1937                                       | 1952                                    |                                |                                    |
| Licenciado | Asthemio Averanga Mollinedo                                              | 1952                                       | 1955                                    |                                |                                    |
| Señor      | Moisés Ponce de León                                                     | 1955                                       | 1962                                    |                                |                                    |
| Coronel    | Alberto Gonzales                                                         | 1962                                       | 1962                                    |                                |                                    |
| Señor      | Luis Llanos Saavedra                                                     | 1962                                       | 1965                                    |                                |                                    |
| Señor      | Mario Espejo Palenque                                                    | 1965                                       | 1966                                    |                                |                                    |
| Licenciado | Guido Hinojosa Cardozo                                                   | 1966                                       | 1967                                    |                                |                                    |
| Señor      | Mario Espejo Palenque                                                    | 1967                                       | 1968                                    |                                |                                    |
| Licenciado | Guido Hinojosa Cardozo                                                   | 1968                                       | 1968                                    |                                |                                    |
| Señor      | Luis Antezana                                                            | 1968                                       | 1969                                    |                                |                                    |
| Licenciado | Jaime Rodríguez Rivadeneira                                              | 1969                                       | 1970                                    |                                |                                    |
| Ingeniero  | Moisés Arteaga Cabrera                                                   | 1970                                       | 1971                                    |                                |                                    |
| Licenciado | Raúl Ríos Hinojosa                                                       | 1971                                       | 1971                                    |                                |                                    |
| Licenciado | Pablo Gutiérrez Chávez                                                   | 1971                                       | 1972                                    |                                |                                    |
| Licenciado | Juan Nukovies Bardales                                                   | 1972                                       | 1973                                    |                                |                                    |
| Licenciado | Ramiro Velasco                                                           | 1973                                       | 1974                                    |                                |                                    |
| Licenciado | Jorge Félix Ballivián Valdés                                             | 1974                                       | 1976                                    |                                |                                    |
| Ingeniero  | Miguel Tejada Velasco Téllez                                             | 1977                                       | 1979                                    |                                |                                    |
| Licenciado | Fedor Espinoza Noriega                                                   | 1979                                       | 1980                                    |                                |                                    |
| Licenciado | Edwin Portocarrero Vásquez                                               | 1980                                       | 1980                                    |                                |                                    |
| Licenciado | Arturo Baldivieso Gonzáles                                               | 1980                                       | 1981                                    |                                |                                    |
| Licenciado | Rolando Kempff Mercado                                                   | 1981                                       | 1982                                    |                                |                                    |
| Licenciado | Freddy Justiniano Flores                                                 | 1982                                       | 1984                                    |                                |                                    |
| Licenciado | Hernán Zenteno Pereira                                                   | 1984                                       | 1985                                    |                                |                                    |
| Licenciado | Hugo Suárez Bernal                                                       | 1985                                       | 1986                                    |                                |                                    |
| Licenciado | Eudoro Veizaga Ayala                                                     | 1986                                       | 1987                                    |                                |                                    |
| Licenciado | Marcelo Vladimir Mercado Lora                                            | 1987                                       | 1989                                    |                                |                                    |
| Ingeniero  | Waldo Cerruto Moravek                                                    | 10 de agosto de 1989                       | 4 de junio de 1991                      | 1 año, 9 meses y 25 días       |                                    |
| Licenciado | José Luis Lupo Flores                                                    | 4 de junio de 1991                         | 20 de noviembre de 1992                 | 1 año, 5 meses y 16 días       |                                    |
| Licenciada | Rosa Esther Talavera Simóni                                              | 20 de noviembre de 1992                    | 10 de agosto de 1993                    | 8 meses y 20 días              |                                    |
| Abogado    | Luis Carlos Jemio Mollinedo                                              | 10 de agosto de 1993                       | 3 de junio de 1994                      | 9 meses y 24 días              | [ 7 ]                              |
| Licenciado | Augusto Solíz Sánchez                                                    | 3 de junio de 1994                         | 5 de julio de 1994                      | 1 mes y 2 días                 | [ 8 ]                              |
| Licenciado | Rudy Víctor Araujo Medinacelli                                           | 5 de julio de 1994                         | 18 de abril de 1995                     | 9 meses y 13 días              | [ 9 ] [ 10 ] [ 11 ]                |
| Licenciado | Juan Brun Guzmán                                                         | 22 de mayo de 1995                         | 1 de octubre de 1997                    | 2 años, 4 meses y 10 días      | [ 12 ]                             |
| Licenciado | Carlos Gonzalo Garáfulic Barrón                                          | 1 de octubre de 1997                       | 8 de marzo de 2002                      | 4 años, 5 meses y 7 días       | [ 13 ]                             |
| Licenciado | Luis Fernando Pereira Stambuk                                            | 8 de marzo de 2002                         | 10 de septiembre de 2002                | 6 meses y 2 días               | [ 14 ]                             |
| Licenciado | José Luis Carvajal Burgos                                                | 10 de septiembre de 2002                   | 8 de julio de 2004                      | 1 año, 9 meses y 28 días       | [ 15 ]                             |
| Licenciado | Oscar Lora Rocha                                                         | 8 de julio de 2004                         | 8 de mayo de 2006                       | 1 año y 10 meses               | [ 16 ]                             |
| Licenciado | Johnny Tomás Suxo Suxo                                                   | 8 de mayo de 2006                          | 29 de julio de 2008                     | 2 años, 2 meses y 21 días      | [ 17 ]                             |
| Licenciado | Wilson Leonardo Jiménez Pozo                                             | 29 de julio de 2008                        | 8 de octubre de 2008                    | 2 meses y 10 días              | [ 18 ] [ 19 ]                      |
| Licenciada | Martha Mabel Oviedo Aguilar                                              | 8 de octubre de 2008                       | 6 de diciembre de 2010                  | 2 años, 1 mes y 30 días        | [ 20 ] [ 21 ] [ 22 ]               |
| Arquitecto | Ramiro Orlando Guerra Beltrán                                            | 6 de diciembre de 2010                     | 26 de julio de 2012                     | 1 año, 7 meses y 20 días       | [ 23 ] [ 24 ] [ 25 ] [ 26 ] [ 27 ] |
| Licenciado | Ricardo Laruta Rodríguez                                                 | 26 de julio de 2012                        | 23 de agosto de 2013                    | 1 año y 28 días                | [ 28 ] [ 29 ] [ 30 ] [ 31 ] [ 32 ] |
| Licenciado | Luis Fernando Pereira Stambuk                                            | 11 de septiembre de 2013                   | 20 de octubre de 2017                   | 4 años, 1 mes y 9 días         | [ 33 ] [ 34 ] [ 35 ] [ 36 ] [ 37 ] |
| Licenciado | Santiago Farjat Bascón                                                   | 20 de octubre de 2017                      | 10 de noviembre de 2019                 | 2 años y 21 días               | [ 38 ] [ 39 ] [ 40 ] [ 41 ] [ 42 ] |
| Licenciado | Yuri Miranda Gonzáles                                                    | 10 de diciembre de 2019                    | 9 de septiembre de 2020                 | 8 meses y 30 días              | [ 43 ] [ 44 ] [ 45 ] [ 46 ] [ 47 ] |
| Ingeniero  | Ronald Eduardo Amelunge Antelo                                           | 9 de septiembre de 2020                    | 20 de noviembre de 2020                 | 2 meses y 11 días              | [ 48 ] [ 49 ]                      |
| Licenciado | Humberto Mario Arandia Claure                                            | 20 de noviembre de 2020                    | Actualidad                              | 4 años, 7 meses y 13 días      | [ 50 ] [ 51 ] [ 52 ] [ 53 ]        |